# Poupée Tinnie
La poupée Tinnie est une poupée qui fait tout comme un vrai bébé. Créée par la société Raynal et reprise par la société Jamarex en 1983, elle est produite au Royaume-Uni par Palitoy et distribuée par Miro Meccano, la dernière née sous le « label Raynal » qui disparut en 1982. 

## Historique
En 1978-1979 la poupée Tinnie arrive sur les marchés du jouet français, belges et néerlandais. La distribution est limitée géographiquement mais le merchandising est extrêmement développé ainsi que la gamme d'articles proposés. 

## Description
La poupée Tinnie est en matière PVC dure d'environ 35 centimètres déclinée en version blonde, brune de cheveux et une troisième noire de peau. La toute première version est la Tinnie blonde avec des petites couettes, viennent ensuite la brune et la noire aux cheveux courts. Il existe également une version aux cheveux longs qui est très rare. Il existe également la petite Tinnie, la petite sœur de Tinnie, identique à la version standard mais d'environ 20 centimètres de hauteur. Le petit frère de Tinnie, Tinou est plus rond dans ses proportions. 
Les bras et les jambes des poupées sont articulées avec des rotules à orientation 360°, la chevelure est courte et d'aspect bouclé. Les yeux sont gris bleu pour les Tinnie brune et blonde et cuivrés pour la Tinnie noire. La bouche a un orifice pour y introduire la tétine et le biberon qui servent dans le mécanisme naturel du pipi et des larmes de la poupée. 
La Tinnie était livrée dans des boîtes carré bleu et jaune en deux versions : la version de base et la version luxe. Chaque boîte comporte un biberon, une tétine et deux couches. Selon la version, il peut y avoir également une brosse, un peigne ainsi qu'un médaillon à son poignet avec des tenues supplémentaires pour la version luxe. 
La tenue de base est une robe en général mais cela varie selon les périodes et les pays où l'on trouvera trois tenues différentes : la version no 1 (robe blanche et rose), la version no 2 (robe fleurie aux tons orange) et la version no 3 (salopette fond blanc à petits points multicolores). Le merchandising qui a été développé sur plusieurs années explique sans doute les différentes boîtes et tenues de la poupée.

## Mécanisme
- Comment Tinnie fait pipi : il faut lui faire boire un biberon, appuyer sur son ventre et la pencher en avant.
- Comment Tinnie pleure : il faut lui faire boire un grand biberon, lui mettre sa tétine et appuyer plusieurs fois sur son ventre (catalogue Miro-Meccano Tinnie 1986).

## Source
- (fr) Sources et informations venant du site La poupée Tinnie Avec l'accord de la webmastrice,propriétaire du texte.